# Nunatak Sojuz-18
Nunatak Sojuz-18 är en nunatak i Antarktis. Den ligger i Östantarktis. Australien gör anspråk på området. Toppen på Nunatak Sojuz-18 är 1 737 meter över havet.
Terrängen runt Nunatak Sojuz-18 är lite kuperad, och sluttar brant österut. Trakten är obefolkad. Det finns inga samhällen i närheten.